# Quema de toritos

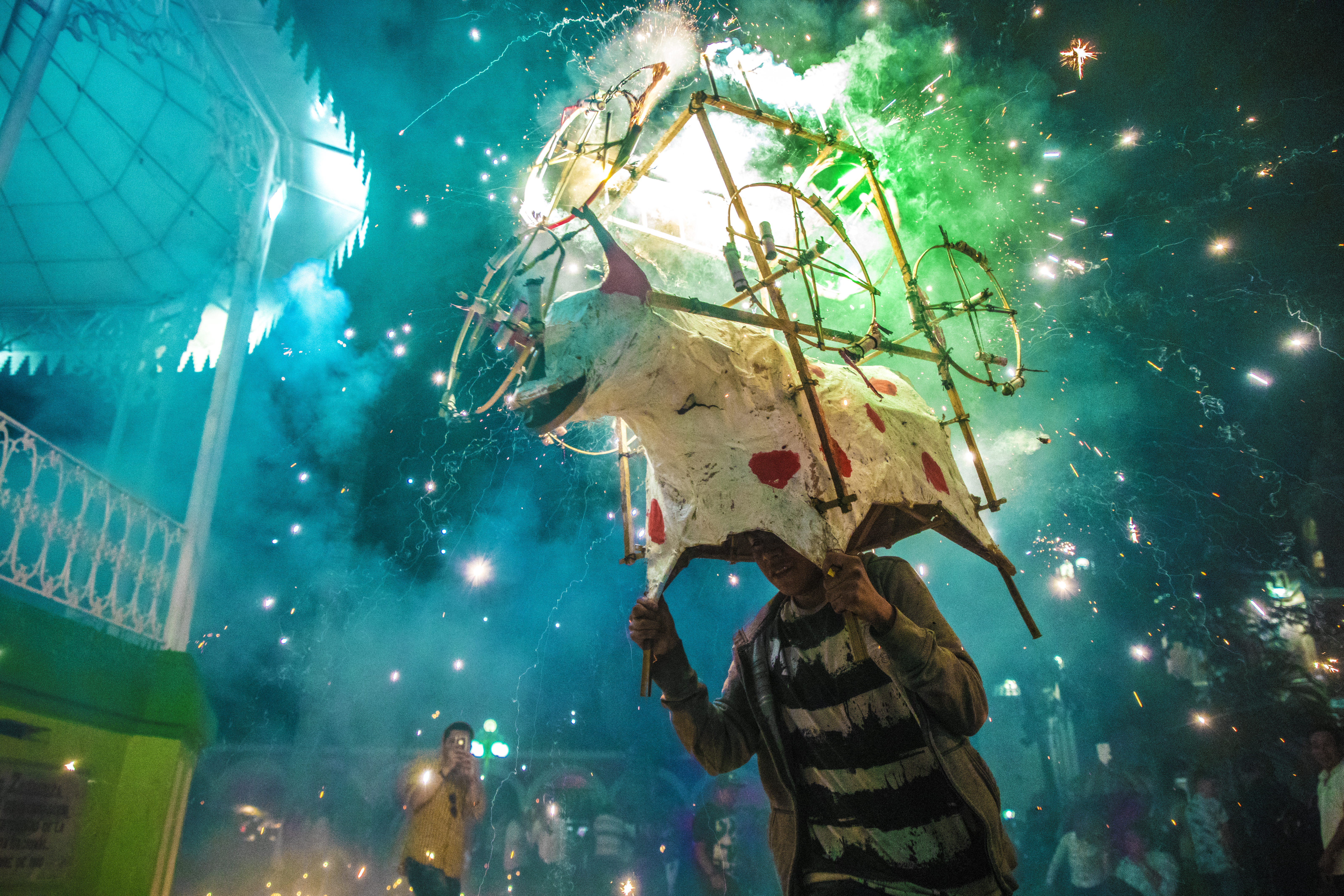
Quema de toritos.

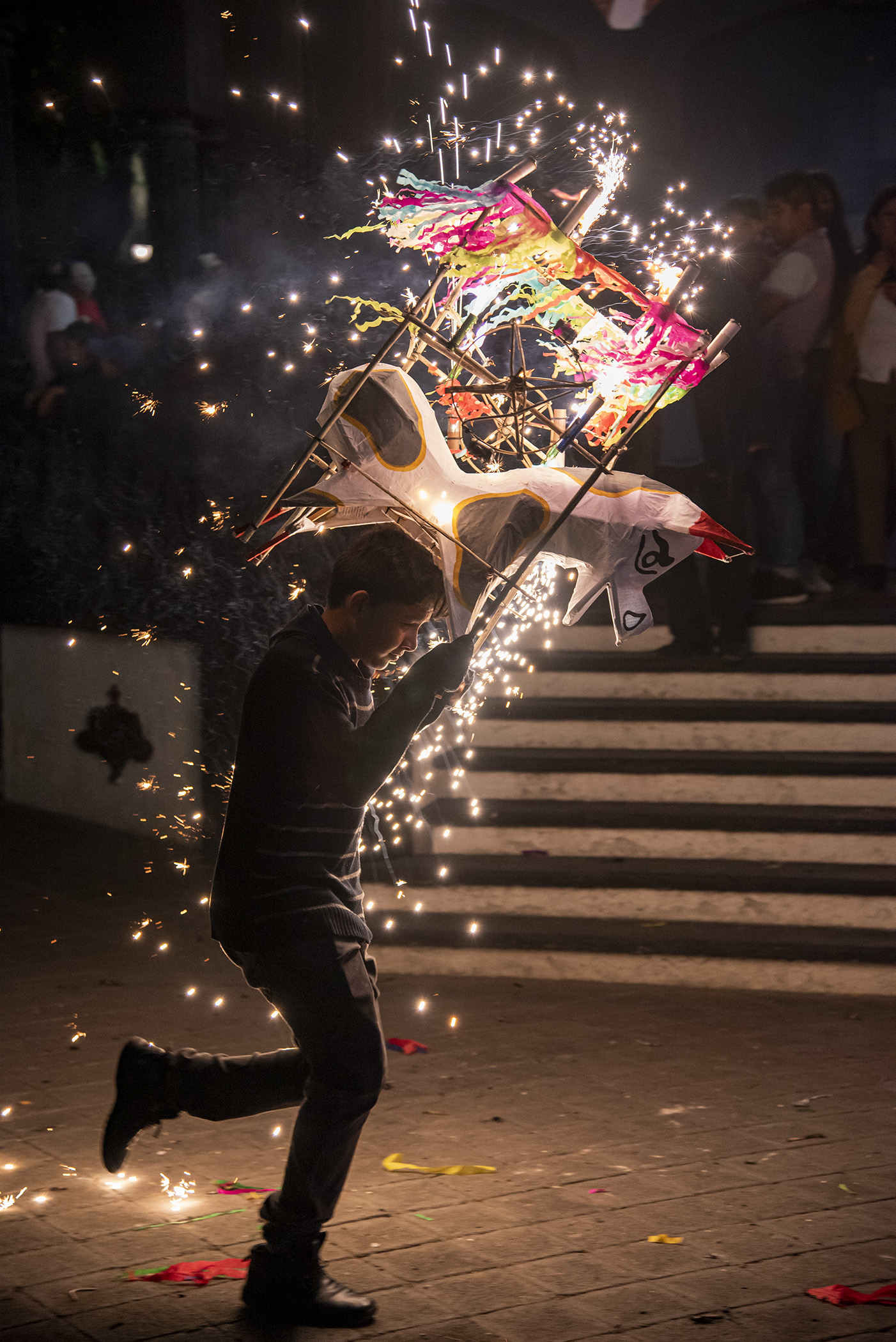
Celebración de la Asunción de la Virgen María, municipio de Melchor Ocampo, Estado de México.

La Quema de toritos es una tradición guatemalteca y mexicana que consiste en una tradición de origen español que está ligada al tema de las ganaderías y sus capataces. Se considera la representación del demonio en caza de los herejes, esto con la finalidad de darles el castigo merecido. Consiste en un traje en forma de toro que lleva juegos pirotécnicos y es portado por una persona y se puede quitar el traje hasta que los juegos pirotécnicos se apague, es muy famoso en Guatemala y México.

## Historia
La tradición se originó cuando los españoles, después de la conquista, introdujeron los juegos pirotécnicos para las celebraciones religiosas y nuestros antepasados la crearon. 

## Armazón del torito
El Torito utilizado para la celebración está creado de una armazón de madera o de alambre sobre una lona cubierta con cal para evitar quemaduras a quien lo transporta. El armazón del Torito esta cubierta con cohetes, canchinflines, estrellitas, etc.  En el momento de la celebración, es colocado sobre los hombros de un hombre, luego se encienden los juegos pirotécnicos; y el Torito se mueve  entre la gente, quienes lo torean y corren para evadir ser alcanzados.

## Lugares donde hacen esta tradición
Esta tradición se celebra en casi todos los municipios de Guatemala y México. Se practica cuando en el municipio hay una feria patronal. También se celebra en fiestas de El Salvador.